# Юрга Іванаускайте
Юрга Іванаускайте (лит. Jurga Ivanauskaitė; 14 листопада 1961, Вільнюс, Литва — 17 лютого 2007, Вільнюс, Литва) — литовська письменниця, поет.

## Біографія
Юрга Іванаускайте народилася 14 листопада 1961 року у м. Вільнюс, Литва. Закінчила Вільнюську художню академію. Вона стала активно підтримувати «Рух за незалежність Тибету» після подорожей на Далекий Схід у середині 1990-их років.
Померла від раку 17 лютого 2007 року у м. Вільнюс. Похована на Антакальніському цвинтарі.

## Творчість
Її перша книга називалася «Рік конвалій» (лит. Pakalnučių metai) і вона була опублікована 1985 року. Потім було ще шість романів, книга для дітей та книга нарисів. Твори Іванаускайте було перекладено англійською, латвійською, польською, російською, німецькою та шведською мовами.